# Welcome to My Truth
Welcome to My Truth is een nummer van de Amerikaanse zangeres Anastacia. Het werd in 2004 uitgebracht als de derde single van haar derde studioalbum Anastacia.
Het nummer verscheen alleen op single in Europa en Australië, waar het een bescheiden hit werd. Zo behaalde het in de Britse hitlijst de 21e positie en in de Nederlandse Top 40 de 14e. In Vlaanderen bleef de single steken op de tweede plek in de Tipparade.

## Hitnoteringen

### Nederlandse Top 40
| Positie: | 29 | 15 | 14 | 15 | 21 | 21 | 18 | 24 | uit |

### NederlandseSingle Top 100
| Positie: | 32 | 40 | 49 | 51 | 54 | 60 | 59 | 61 | 69 | 75 | 75 | 80 | uit |